# Január 0.
A január 0. egy fiktív dátum, a december 31. alternatív neve.

## Naptárban
A január 0. egy adott év csillagászati naptárában a január 1-je előtti napra vonatkozik. E mesterséges dátum használatával úgy végezhetünk számításokat egy teljes naptári éven belül, hogy közben nem kell hivatkoznunk az előző évi utolsó naptári nap évszámára.
A január 0. az efemerisz idő alapegységének (másodperc) 1956. évi meghatározásával jött létre, mely szerint „a másodperc az 1900. év január 1. 0 óra efemerisz időhöz tartozó tropikus év {\displaystyle {\frac {1}{31556925{,}9747}}}-ed része.” Mivel azonban a csillagászati időszámítás – a polgári időszámítástól eltérően – a ténylegesen eltelt időt rögzíti, és a delelés időpontját tekintik kezdőpontnak, a definíció szerinti időpont 12 órával korábbi időnek, 1900. január 0. 12 órának felel meg.
Ugyancsak 1900. január 0. volt (greenwichi középdélben) a Newcomb-féle csillagászati táblák által használt kezdő időpont (epocha), amely a Nemzetközi Csillagászati Unió 1955. évi, dublini IX. kongresszusán elfogadott Julián dátum epochája is lett (dublini Julián dátum).

## Számítástechnikában
A Microsoft Excel táblázatkezelő program 1900-as dátumrendszerének „0” értékű kezdőnapja 1900. január 0.

## Fordítás
- Ez a szócikk részben vagy egészben  a   January 0 című angol Wikipédia-szócikk ezen változatának fordításán alapul.  Az eredeti cikk szerkesztőit annak laptörténete sorolja fel. Ez a jelzés csupán a megfogalmazás eredetét és a szerzői jogokat jelzi, nem szolgál a cikkben szereplő információk forrásmegjelöléseként.